# Casa de Dewlish

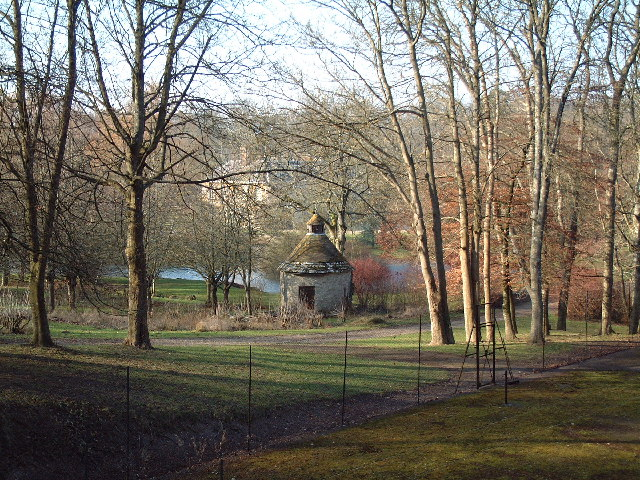
Casa Dewlish entre as árvores

A casa de Dewlish é uma casa de campo perto de Dewlish, em Dorset. É um edifício listado como Grau I.

## História
A casa de Dewlish, construída em 1702, tornou-se o lar da família Michel em 1756. Serviu como a casa de infância de John Michel (que mais tarde se tornou um marechal de campo) de 1804 a 1823 e mais tarde serviu como a sua casa de repouso entre 1880 e 1886. Agora é propriedade do Sr. e da Sra. Tony Boyden.